# Stenus megalops
Stenus megalops är en skalbaggsart som beskrevs av Thomas Casey. Stenus megalops ingår i släktet Stenus och familjen kortvingar. Inga underarter finns listade i Catalogue of Life.